# Joyce Vanderbeken
Joyce Vanderbeken (Kortrijk, 26 augustus 1984) is een Belgisch veldrijdster, mountainbikester en gravelrijdster. 

## Levensloop
In Ruddervoorde werd zij in 2009 Belgisch kampioene veldrijden. In 2010 en 2012 werd ze vice-Belgisch kampioene, en in 2011 en 2013 behaalde ze er brons.
Daarnaast is Vanderbeken actief in het mountainbiken en neemt ze deel aan strandraces. In het mountainbiken behoorde Vanderbeken tot de nationale top. Vijfmaal op rij (2007 - 2011) werd ze Vlaams kampioene in deze discipline. Op zondag 13 juli 2011 kroonde Vanderbeken zich tevens tot Belgisch kampioene MTB in het onderdeel crosscountry. Later volgde nog vier nationale titels in de marathon (2005, 2020, 2021 en 2022) In het strandracen kreeg ze van de pers de bijnaam "Queen of the Beach", daar ze 15 van de 18 strandraces waaraan ze deelnam won, alsook telkens op het podium eindigde.
Vanaf 1 oktober 2010 zette Vanderbeken alles in op het veldrijden. Daarvoor combineerde zij haar sport met een fulltime job als verpleegkundige. Eerst als zelfstandig thuisverpleegkundige, later in het algemeen ziekenhuis van Oudenaarde op de dienst geriatrie. Sinds 2013 werkt Joyce bij het Wit-Gele Kruis van West-Vlaanderen in afdeling Harelbeke. Eerst als thuisverpleegkundige sinds 2017 als administratief medewerker. 
In 2013 en 2014 bleven Vanderbeken haar prestaties onder de verwachtingen, hierbij lagen hartritmestoornissen aan de basis van meerdere opgaven en ontgoochelingen. In augustus 2014 werd zij door Dr de Asmundis in het UZ Brussel een eerste maal geopereerd, maar de ritmestoornissen waren nog steeds aanwezig, weliswaar in mindere mate. Daarom volgde er in 2022 een nieuwe hartoperatie.
2015 werd het jaar van de comeback, met drie overwinningen in UCI veldritten en meerdere dichte ereplaatsen. Zij heroverde opnieuw een plekje in de Belgische wereldbekerselecties. In de wereldbeker in het Franse Lignieres en Berry behaalde ze een 9de plaats, wat haar beste prestatie is. Op 30 januari 2016 werd ze voor een vijfde en laatste keer geselecteerd voor het wereldkampioenschap dat plaats vond in Zolder. Ze werd er 22ste.
Joyce Vanderbeken won ze de wegkoers te Le Bizet en werd ze vice-Belgisch kampioene wegwielrennen bij de elite 2 te Anzegem in 2020. 
Na al een aantal jaar sporadisch te proeven van de mountainbike marathon discipline legt Vanderbeken zich er vanaf 2020 meer en meer op toe. Met drie opeenvolgende Belgische titels in 2020, 2021 en 2022 en een tweede plaats in 2023 bewijst ze dat ook dit haar ding is. Zo won ze in 2022 en 2023 de Belgian Ardennes Marathon Series het BAMS eindklassement en staat haar teller overwinningen voorlopig op 29 stuks.
In 2023 won ze de wereldbeker gravel te Houffalize en werd ze Belgisch kampioene in Heverlee bij de elite 2 en wereldkampioene in de leeftijdscategorie 35-39 jaar in het Italiaanse Veneto
In 2024 won 35 wedstrijden met opnieuw Wereldkampioene gravel in Leuven, Europees kampioene gravel in Asiago, winnares van de gravelwereldbekers in Valkenburg en Aachen, Belgisch kampioene MTB marathon elite 2, Belgisch kampioene strandrace, eindwinnares BAMS, eindwinnares Bolero Gravel, eindwinnares Wallonia Cup MTB, eindwinnares Flanders cup MTB. 
In 2025 won ze de Belgische titel veldrijden bij de elite 2 in Zolder. 

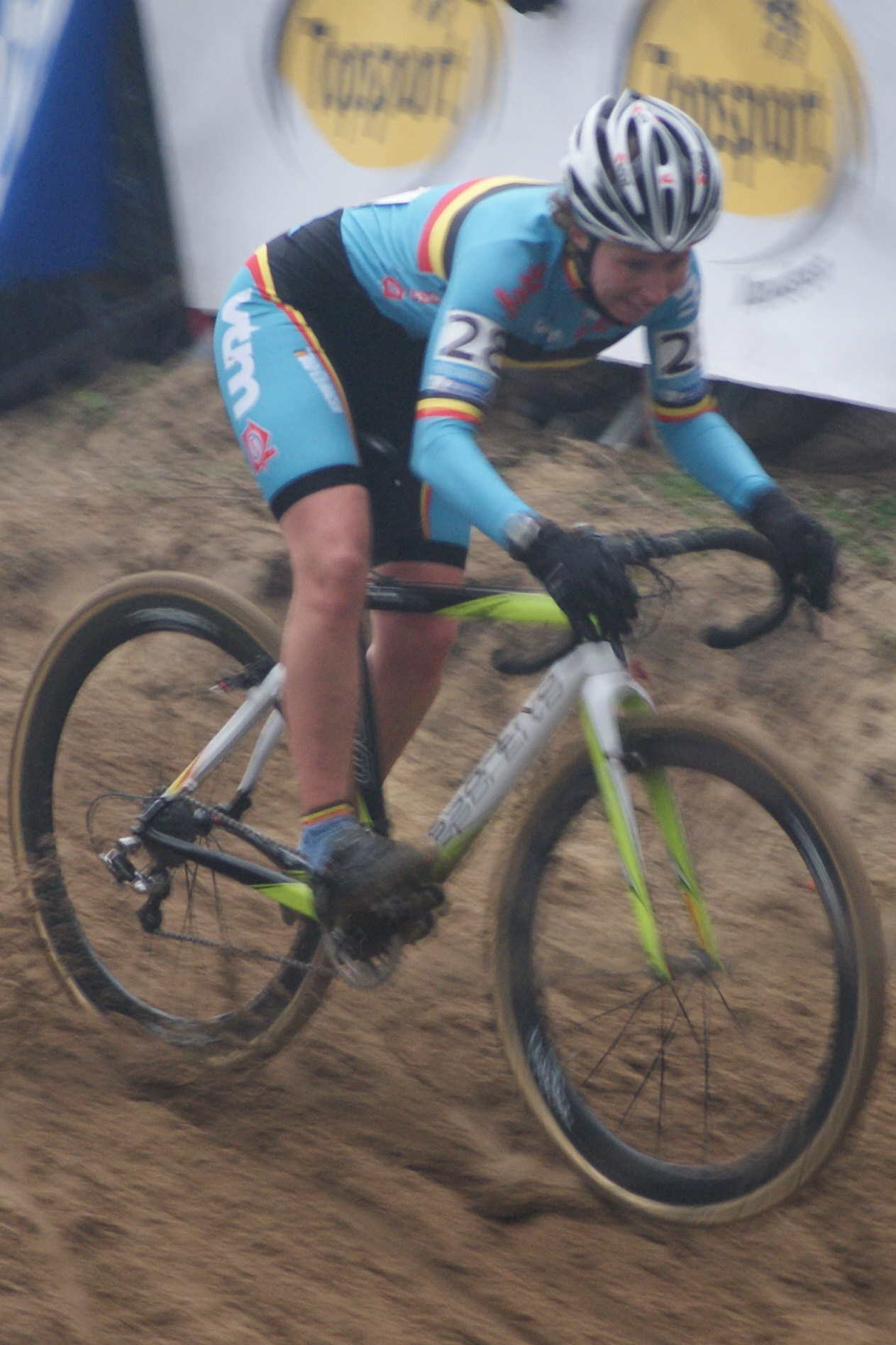
Vanderbeken op het WK 2012 in Koksijde

## Palmares
Totaal aantal overwinningen in alle disciplines (tem december 2024): 245

### MTB
- Vlaams kampioene: 2007, 2008, 2009, 2010, 2011 & 2022
- Vlaams kampioene marathon: 2008
- Kampioen van België: 2011
- Kampioen van België marathon: 2005, 2020, 2021, 2022 & 2024

### Veldrijden
- Kampioen van België: 2009
- kampioen van België (elite 2): 2025

### Gravelen
- Wereldkampioen (cat. 35-39 jaar): 2023
- Wereldkampioen (cat. 40-44 jaar): 2024
- Europees kampioen (cat. 40-44 jaar): 2024
- Belgische kampioene (elite 2 categorie): 2023

### Strandracen
- Belgisch kampioen: 2024